# Pantopipetta longituberculata
Pantopipetta longituberculata là một loài nhện biển trong họ Austrodecidae. Loài này thuộc chi Pantopipetta. Pantopipetta longituberculata được miêu tả khoa học năm 1955 bởi Turpaeva.